# Георги Апостолов (ВМРО)
Вижте пояснителната страница за други личности с името Георги Апостолов.
Георги Константинов Апостолов или Попапостолов (изписване до 1945 година: Георги попъ Апостоловъ) е български общественик, деец на македоно-одринското освободително движение.

## Биография
Георги Апостолов е роден в 1898 година в Крива паланка, тогава в Османската империя. Участва в Първата световна война. Завършва Софийския университет, специалност „математика и физика“. В продължение на две години специализира техническа математика в Берлин. Завръща се в България и работи като учител. В 1927, 1928 и 1931 година е избран в Националния комитет на македонските братства.